# 耿邦賢
耿邦賢，直隸定興縣人。清朝將領。  
雍正元年（1723年）癸卯恩科三甲武进士。雍正二年（1724年）四月交巡捕營當差，雍正五年十二月（1728年）放陝西靖逆衛守備。雍正七年（1729年）任西寧镇标中营游击。官至陝西鳳翔府副將。